# Gundog
Gundog är ett oi!-/streetpunk-band från London, bildat 1997 i England.
Gruppen debuterade med 7"-EP:n Power, utgiven 1997 på New Blood Records. Debutalbumet They Who Laugh Last... utgavs året efter på LP av New Blood Records och på CD av Sidekicks Records. En split-7" med The Templars utkom 1999, följt av gruppens andra och sista studioalbum A Dog's Eye View år 2000. 2003 släpptes samlingsskivan 5 Years of Oi!, Sweat & Beers! på Bandworm Records.
Gundog har agerat förband till Rancid och Madball.

## Diskografi

### Studioalbum
- 1998 – They Who Laugh Last... (LP New Blood Records, CD Sidekicks Records)
- 2000 – A Dog's Eye View (LP New Blood Records, CD Sidekicks Records)

### Samlingsalbum
- 2003 – 5 Years of Oi!, Sweat & Beers! (CD Bandworm Records)

### EP
- 1997 – Power

### Singlar
- 1999 – "Middle of Nowhere" / "I Don't Need You" (split-7" med The Templars, New Blood Records, Gundog medverkar med låten "Middle of Nowhere")

### Fotnoter
1. ↑  Gundog på Spirit-of-Rock
2. ↑  ”Intervju med Gundog”. Punk & Oi! in the UK. Arkiverad från originalet den 19 augusti 2010. https://web.archive.org/web/20100819015013/http://www.punkoiuk.co.uk/interviews/gundog.htm. Läst 13 april 2012.
3. 1 2  ”Gundog”. Discogs.com. http://www.discogs.com/artist/Gundog. Läst 13 april 2012.
4. ↑  ”Gundog”. Burning Heart Records. http://www.burningheart.com/bands/index.php?id=204&bio=1. Läst 13 april 2012.